# Giuramento dei giudici della Corte costituzionale della Repubblica Italiana

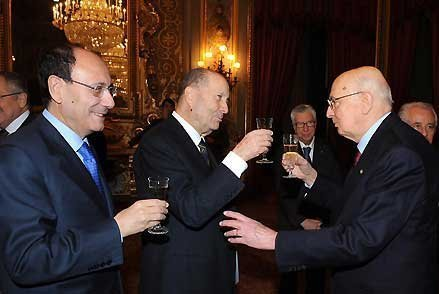
Il presidente della Consulta Grossi (al centro) brinda con gli allora presidente della Repubblica italiana Napolitano e del Senato Schifani il giorno del giuramento come giudice costituzionale (23 febbraio 2009)

Il giuramento dei giudici della Corte costituzionale della Repubblica Italiana è l'atto ufficiale col quale i giudici della Corte costituzionale, dopo la nomina, assumono ufficialmente la carica, prestando giuramento nelle mani del presidente della Repubblica presso il Palazzo del Quirinale.

## Nomina
L'art. 135, comma 1 della Costituzione afferma che la Corte costituzionale è composta di quindici giudici nominati:
- per un terzo dal presidente della Repubblica;
- per un terzo dal Parlamento in seduta comune;
- per un terzo dalle supreme magistrature ordinaria e amministrativa»; di questi (secondo l'art. 2, comma 1, lettere a), b) e c) della legge n. 87 dell'11 marzo 1953):
  - tre sono eletti da un collegio del quale fanno parte il presidente, il procuratore generale, i presidenti di sezione, gli avvocati generali, i consiglieri e i sostituti procuratori generali della Corte di cassazione;
  - uno da un collegio del quale fanno parte il presidente, i presidenti di sezione e i consiglieri del Consiglio di Stato;
  - uno da un collegio del quale fanno parte il presidente, i presidenti di sezione, i consiglieri, il procuratore generale e i viceprocuratori generali della Corte dei conti.

## Giuramento
Con il giuramento, previsto dall'articolo 135 della Costituzione, i neo-giudici assumono ufficialmente la carica di cui sono stati insigniti, e proprio da tale data decorrono le cariche per i 9 anni previsti.

### Formula del Giuramento

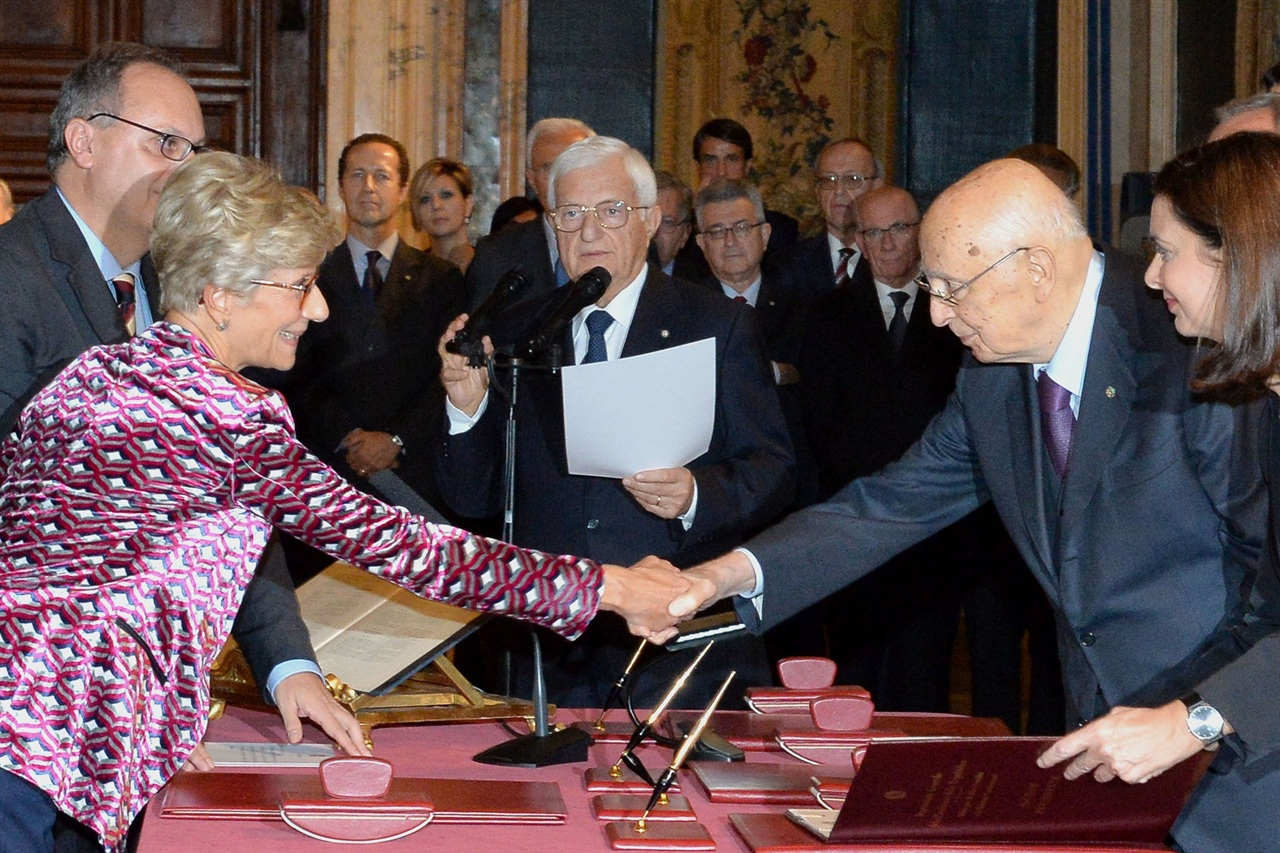
Giuramento del giudice Silvana Sciarra davanti al Presidente Napolitano.

Il giudice della Corte costituzionale nominato viene invitato dal segretario generale della Presidenza della Repubblica a giurare con la seguente formula:

### Verbale
Al termine del giuramento, come viene annunciato dal segretario generale della Presidenza della Repubblica, viene redatto un distinto verbale del giuramento e dell'assunzione della nomina. Questo viene firmato dal giurante, dal presidente della Repubblica e dai presidenti di Camera e Senato.

### Cerimonia
La cerimonia del giuramento avviene, come nel caso del Giuramento del Consiglio dei ministri, nel Salone delle Feste del palazzo del Quirinale (l'ambiente più maestoso della sede della Presidenza della Repubblica) o presso l'adiacente Sala degli Specchi. Il giudice nominato va a giurare nelle mani del presidente della Repubblica, davanti ai presidenti di Camera e Senato, accompagnato dal segretario generale che legge le formule di rito, presso un tavolo dove si trovano una copia originale della Costituzione Italiana, conservata presso gli archivi storici del Quirinale nel Palazzo Sant'Andrea, e i documenti ufficiali.
Al giuramento sono presenti anche il Presidente del Consiglio e quello della Corte costituzionale.